# Caprice Crane
Caprice A. Crane (* 1. November 1970 in Los Angeles, Kalifornien) ist eine US-amerikanische Schriftstellerin und Drehbuchautorin.

## Leben
Caprice A. Crane ist die Tochter der Radio- und Fernsehmoderators Les Crane und der Schauspielerin Tina Louise. Sie studierte an der Tisch School of the Arts und arbeitete anschließend als Autorin und Produzentin für MTV. Bis 2002 war sie für unterschiedliche Shows im Einsatz. Anschließend gründete sie ihr eigenes Plattenlabel. Neben ihrer Tätigkeit als Drehbuchautorin, welche neben dem Spielfilm Love, Wedding, Marriage – Ein Plan zum Verlieben auch einige Folgen der Fernsehserien 902010 und Melrose Place umfasst, ist sie seit ihrem Debüt 2006 mit der Komödie Stupid & Contagious auch als Schriftstellerin tätig. Vier ihrer Romane wurden vom S. Fischer Verlag auch in deutscher Sprache veröffentlicht (Stand Frühjahr 2024).

## Filmografie (Auswahl)
- 2004: Love, Wedding, Marriage – Ein Plan zum Verlieben (Love, Wedding, Marriage)
- 2008–2009: 902010 (Fernsehserie, drei Folgen)
- 2009–2010: Melrose Place (Fernsehserie, zwei Folgen)

## Werke (Auswahl)
- Stupid & Contagious (2006)
  - Alles außer Nachbarn, Krüger-Verlag, Frankfurt am Main 2007, 380 Seiten, ISBN 978-3-8105-1059-4
- Forget About It (2007)
  - Von jetzt auf gleich, Fischer Taschenbuchverlag, Frankfurt am Main 2009, 381 Seiten, ISBN 978-3-596-17242-9
- Family Affair (2009)
  - Von wegen unzertrennlich, Fischer Taschenbuchverlag, Frankfurt am Main 2011, 380 Seiten, ISBN 978-3-596-18964-9
- With a Little Luck (2011)
  - Mit ein bisschen Glück, aus dem Engl. von Alice Jakubeit. Fischer Taschenbuchverlag, Frankfurt am Main 2013, 315 Seiten, ISBN 978-3-596-18963-2